# Alveolatura (pan)

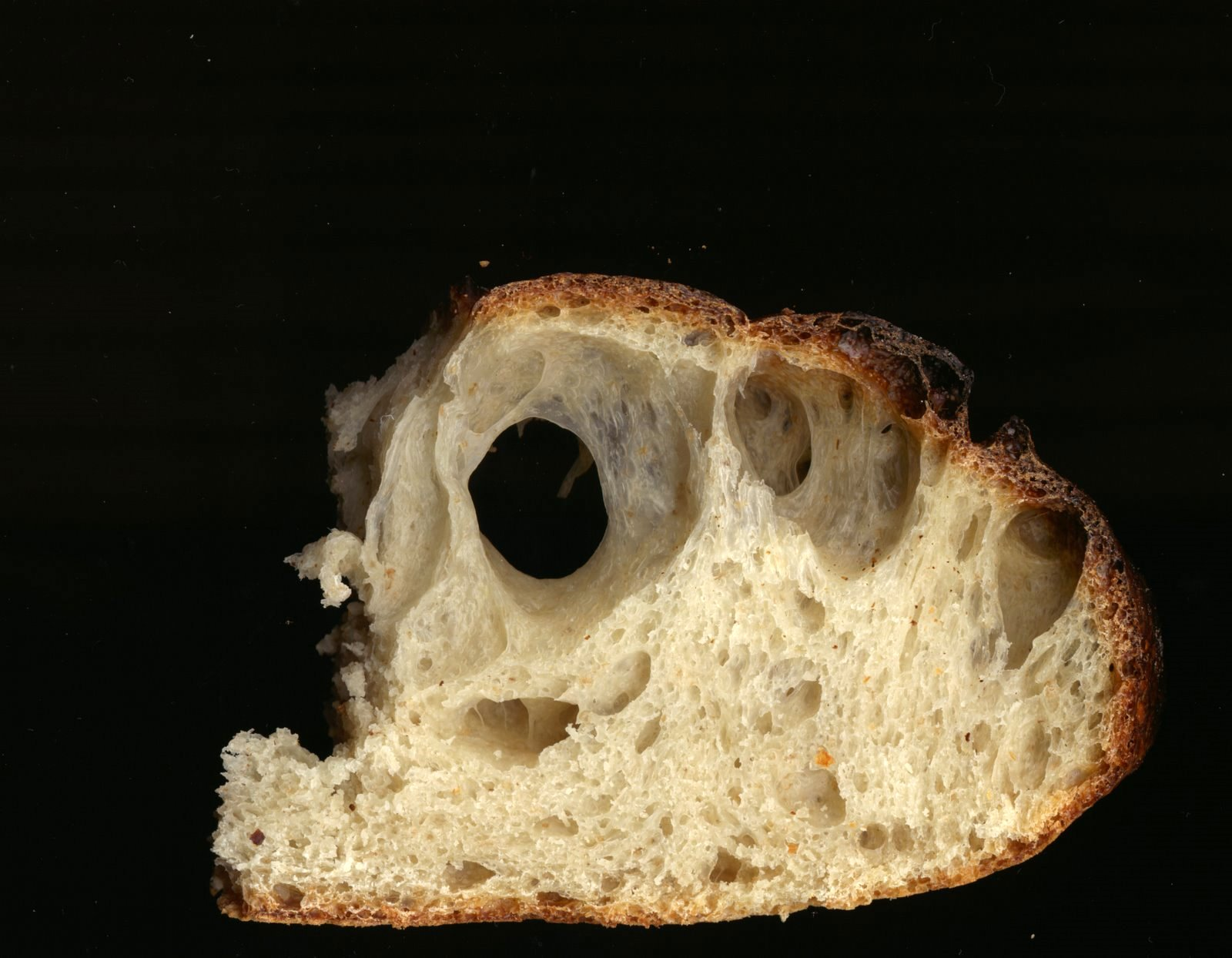
Pan alveolado

La alveolatura o alveolos del pan se refiere a las cavidades en la miga del pan, fruto de las burbujas de gases que se acumulan durante el proceso de fermentación. Un pan más o menos alveolado dependerá del tiempo de fermentación, pero también del tipo de cereal usado, la cantidad de levadura, la hidratación de la masa y de su amasado. Además, un amasado manual siempre provoca una alveolatura mayor que uno con máquina. Los alveolos crecen durante el levantamiento, es decir, cuando el pan se hincha en el horno. Hay panes muy alveolados como la baguette, el pan gallego o la barra artesana; y los sin apenas alveolatura como el bizcocho, el mollete o el pan de centeno. 

## Cambios químicos
Durante el amasado, las partículas de gluten interaccionan entre sí conformando una red tridimensional. Esto da lugar a una masa extensible a la vez que aglutinante, que hace retener dentro de sí el gas formado por la fermentación. Dependiendo de la fuerza y tenacidad de la masa (factor W) se deberá apretar más o menos. Si es fuerte, se ha de preocupar de que no queden bolsas de aire.
Por la fuerza ejercida durante el amasado, las amilasas actúan sobre el almidón dañado, generando azúcares fermentables (mono y disacáridos) que, junto a los azúcares presentes en la masa, constituyen el sustrato para la acción de las levaduras. Éstas transforman los azúcares en alcohol, CO2 y otros compuestos menores, los cuales influyen en el aroma final del pan. En una primera fase el CO2 está en solución acuosa, hasta que se satura y pasa a las burbujas de aire formadas durante el amasado. La masa se expande como resultado de este proceso, cambiando sus propiedades físicas.